# Epifanio La Porta
Epifanio La Porta (Catania, 26 aprile 1925 – Palermo, 31 dicembre 2012) è stato un politico e sindacalista italiano.

## Biografia
Operaio nel settore della lavorazione degli agrumi, è attivo dal dopoguerra nell'organizzazione delle rivendicazioni sindacali. Segretario generale della CGIL di Palermo, dal 1965 al 1968, diventa segretario regionale dal 1971 al 1979. 
Deputato regionale siciliano per tre legislature con il PCI, viene poi eletto al Senato della Repubblica nell'VIII Legislatura, restando in carica dal 1979 al 1983